# ТЕЦ Паніпат (PR)
29°28′2″ пн. ш. 76°52′31″ сх. д. / 29.46722° пн. ш. 76.87528° сх. д.
ТЕЦ Паніпат (PR) — енергетичне господарство нафтопереробного заводу, який належить компанії Indian Oil Corporation Limited (IOCL).
- три парові котли продуктивністю по 160 тонн пари на годину, які живлять три парові турбіни потужністю по 25 МВт;
- п'ять газових турбін з показниками по 35 МВт, що живлять відповідну кількість котлів-утилізаторів;
- два парові котли продуктивністю по 220 тонн пари на годину.

Як паливо ТЕЦ наразі використовує природний газ, що з 2010-го надходить по трубопроводу Дадрі – Паніпат.
Можливо також відзначити, що неподалік працює ТЕЦ Паніпат, яка обслуговує нафтохімічний комплекс IOCL.